# Magro (rivière)
Pour les articles homonymes, voir Magre et Magro.
Le Magro (en castillan) ou Magre (en catalan), également appelé localement rambla d'Algemesí, est une rivière de la péninsule Ibérique, important affluent du Júcar sur sa rive gauche.

## Géographie
Il s'écoule sur environ 130 km, dans la province de Valence (Pays valencien, Espagne). Il naît dans la sierra de Mira (comarque de Requena-Utiel), dans le système ibérique, à environ 1 100 m d'altitude, parcourt la Hoya de Buñol et se jette dans le Júcar aux environs d'Algemesí, dans la Ribera Alta.
Le Magro est sujet à des crues occasionnelles, dont la plus importante a eu lieu pendant la goutte froide de 2024 ou la communes d'Algemesí, Utiel et Llombai ont été inondées, entre autres,. 